# 아이리스 메러디스
아이리스 메러디스(Iris Meredith, 1915년 6월 3일 ~ 1980년 1월 22일)는 미국의 배우, 영화배우이다.
수시티에서 태어났으며 캘리포니아주에서 사망하였다. 사인은 암이다.

## 영화
- 루이지아나 퍼처스 (1941년)
- 스파이더스 웹 (1938년)
- 조지 화이트의 1935 스캔달 (1935년)
- 로마 스캔달 (1933년)